# Arlen Santiago
Arlen de Paulo Santiago Filho (Montes Claros, 25 de julho de 1954) é um médico, advogado, empresário e político brasileiro do estado de Minas Gerais filiado ao Avante.
Arlen Santiago foi vice-prefeito de Montes Claros e prefeito de Coração de Jesus. É sócio-proprietário das Faculdades Santo Agostinho. É deputado estadual em Minas Gerais, desde 1999. Atuou como Líder do PTB no período compreendido entre 2002 e 2007 na Assembleia Legislativa do Estado de Minas Gerais.